# グレーベナウ
グレーベナウ (ドイツ語: Grebenau, ドイツ語発音: [ˈgreːbəna͜u]) は、ドイツ連邦共和国ヘッセン州フォーゲルスベルク郡の都市である。

## 地理

### 位置
グレーベナウは、フォーゲルスベルク山地の北東、高度 220 m から 500 m に位置する。フルダの北西約 26 km のシュヴァルツ川がヨサ川に注ぐ合流点に面している。

### 隣接する市町村
グレーベナウは、北はアルスフェルト（フォーゲルスベルク郡）およびブライテンバッハ・アム・ヘルツベルク（ヘルスフェルト＝ローテンブルク郡）、東はシュリッツ、南はラウターバッハ (ヘッセン)、西はシュヴァルムタール（以上、3市町村はフォーゲルスベルク郡）と境を接している。

## 市の構成
| - グレーベナウ - シュヴァルツ - ウーデンハウゼン - ヴァラースドルフ | - ビーベン - オイラースドルフ - ライメンロート - メルロス |

## 歴史
グレーベナウ周辺地域の最も古い定住の痕跡は、紀元前2世紀の墳丘墓時代の出土品である。グレーベナウの歴史は「クルツェ・ヘッセン」街道と密接に結びついている。グレーベナウは、おそらく 800年頃のカロリング朝時代の城塞であった。政治的理由からヘルスフェルトやフルダ地域もこの時代から布教が行われた。1270年頃にヨハネ騎士団の地域支部からフォン・ニッダ家が創設された。1372年、グレーベナウはヘッセン方伯の支配下に置かれ、ヨハネ騎士団はグレーベナウの館を 3,000シリングで売却した。騎士団はこれを借金の担保として取り返したのだが、宗教改革以後の 1571年に最終的にヘッセンの領土となった。いわゆる「ハイニッシェ・ドルフ」（ヴァラースドルフ、ホーフ・メルロス、ビーベン）の2つのゲリヒト（裁判区を基本とする行政区）とゲリヒト・グレーベナウは「アムト・グレーベナウ」として統合された。1605年6月10日、グレーベナウに都市権が授けられた。

### ユダヤ人社会
グレーベナウは、19世紀にはヘッセンで最もユダヤ人の人口比率が高い都市であった。

## 行政

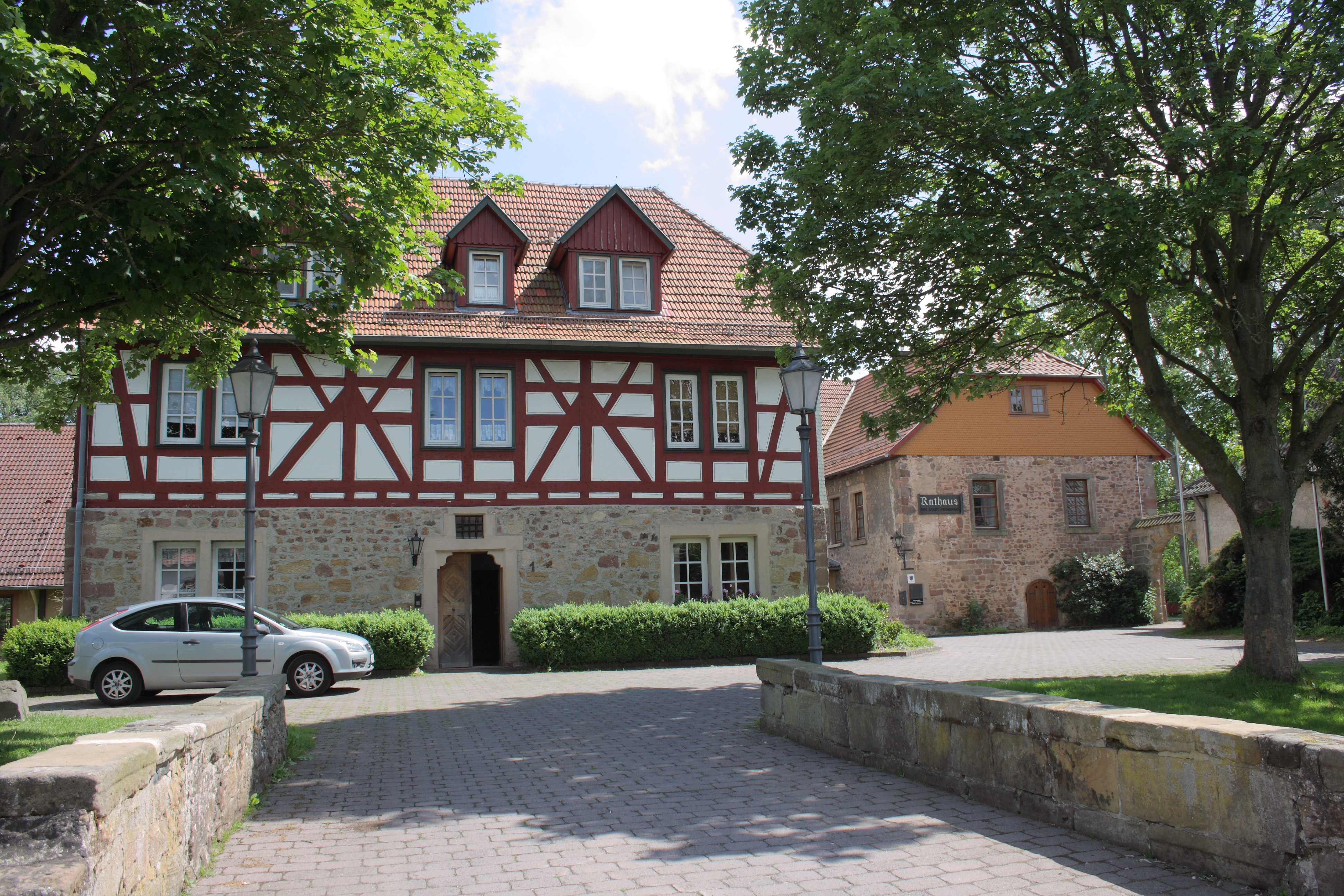
グレーベン市役所

### 議会
グレーベナウの市議会は、15議席からなる。

## 引用
1. ↑  Hessisches Statistisches Landesamt: Bevölkerung in Hessen am 31.12.2023 (Landkreise, kreisfreie Städte und Gemeinden, Einwohnerzahlen auf Grundlage des Zensus 2011)]
2. ↑  Max Mangold, ed (2005). Duden, Aussprachewörterbuch (6 ed.). Dudenverl. p. 375. ISBN 978-3-411-04066-7
3. ↑  2011年3月27日の市議会議員選挙結果、ヘッセン州統計局（2012年7月24日 閲覧）